# Distretto di Arifiye
Il distretto di Arifiye (in turco Arifiye ilçesi) è uno dei distretti della provincia di Sakarya, in Turchia. Fa parte del comune metropolitano di Sakarya.